# Luigi di Savoia Duca degli Abruzzi (incrociatore)
L'incrociatore leggero Luigi di Savoia Duca degli Abruzzi fu un'unità della Regia Marina e della Marina Militare italiana che faceva parte del tipo Duca degli Abruzzi, l'ultima evoluzione della classe Condottieri. L'unità era intitolata all'esploratore Luigi Amedeo di Savoia-Aosta, duca degli Abruzzi morto nel 1933 e nello stesso anno cominciò la sua costruzione nei Cantieri OTO di La Spezia. Varato il 21 aprile 1936, venne completato nel 1937. Il primo comandante della nave fu il capitano di vascello Salvatore Toscano e l'ufficiale in seconda il capitano di fregata Paolo Aloisi (designato sin dal 15 settembre 1936).

## Caratteristiche
Le unità navali di classe "Abruzzi" presentavano un perfetto equilibrio fra protezione, velocità, tenuta di mare e armamento. Particolare cura era stata posta nello studio della corazzatura. La protezione verticale era costituita da tre paratie, di cui la prima di 30 mm di acciaio al nichelcromo, la seconda di 100 mm di acciaio cementato che poggiava su un cuscino di legno con funzione ammortizzante ed una terza paratia di 12 mm con funzione di paraschegge. La protezione orizzontale era costituita da una paratia dallo spessore di 40 mm nel ponte di batteria e di spessore variabile tra i 20 e 90 millimetri nel ponte di coperta, mentre corazze curve dello spessore di 100 mm proteggevano i pozzi delle torri principali. La sovrastruttura presentava i due fumaioli ravvicinati e due catapulte, una per lato, che permettevano di imbarcare fino a quattro idrovolanti da ricognizione marittima IMAM Ro.43 biplani biposto a galleggiante centrale capaci di raggiungere i 300 km/h e con circa 1000 km di autonomia, che avevano le ali ripiegabili all'indietro in modo da permetterne il ricovero sulle navi.

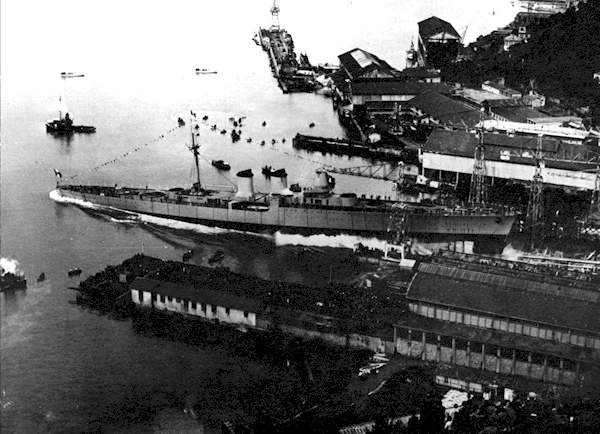
Il varo della nave

La propulsione era a vapore con 2 turbine a vapore tipo Belluzzo/Parsons alimentate dal vapore di 8 caldaie a tubi d'acqua del tipo Yarrow/Regia Marina, alimentate a nafta e forniva una potenza massima di 100.000 CV consentendo alla nave di raggiungere la velocità massima di 35 nodi, con un'autonomia che ad una velocità media 13 nodi era di 4.125 miglia, mentre alla velocità di 31 nodi era di 1900 miglia.
L'armamento principale era costituito da cannoni da 152/55 Ansaldo Mod. 1934 a culla singola e a caricamento semi-automatico installati in quattro torri, di cui una trinata ed una binata nella sovrastruttura di prua ed una torretta trinata ed una binata a poppavia del secondo fumaiolo, per un totale di dieci cannoni.
L'armamento antiaereo principale era costituito da 8 cannoni da 100/47 mm della OTO in quattro complessi scudati, utili anche in compiti antinave, ma che con l'aumento della velocità dei velivoli e con le nuove forme di attacco in picchiata si mostrarono insufficienti alla difesa aerea e rivelavano una certa utilità solo nel tiro di sbarramento. Dopo la guerra, altri due pezzi da 100 mm vennero aggiunti nel 1947.
L'armamento antiaereo secondario era costituito da 12 mitragliere Breda Mod. 31 da 13,2mm e 8 mitragliere pesanti Breda 37/54 mm  montate in 4 impianti binati che si rivelarono particolarmente utili contro gli aerosiluranti e in generale contro i bersagli a bassa quota.
Durante la guerra le mitragliere da 13,2 mm furono sostituite con mitragliere Breda 20/65 Mod. 1935, che si rivelarono ottime armi, di facile uso e manutenzione, che disponevano di una notevole varietà di munizioni (traccianti, traccianti-esplodenti, ultrasensibili, dirompenti) e che furono praticamente usate su tutte le navi della Regia Marina.
L'armamento silurante era di 6 tubi lanciasiluri in 2 complessi tripli, che nel 1945 vennero rimossi e che trovavano posto in coperta circa a metà distanza fra i due fumaioli. Completavano l'armamento antisommergibile 2 lanciabombe di profondità.

## Attività bellica
Nell'aprile 1939 l'unità partecipò alla sua prima operazione bellica, l'occupazione dell'Albania. Nell'occasione la Regia Marina schierò davanti alle coste albanesi una squadra navale al comando dell'ammiraglio Arturo Riccardi, composta, oltre che dal Duca degli Abruzzi, dagli incrociatori leggeri Garibaldi e Bande Nere, dalle due Cavour, dai quattro incrociatori pesanti Zara, 13 cacciatorpediniere, 14 torpediniere  e varie motonavi su cui erano imbarcati in totale circa 11.300 uomini, 130 carri armati e materiali di vario genere. Nonostante l'imponente spiegamento di forze, l'azione delle navi italiane, nei confronti dei timidi tentativi di reazione da parte albanese, si limitò soltanto ad alcune salve sparate a Durazzo e a Santi Quaranta. Le forze italiane incontrarono scarsissima resistenza e in breve tempo tutto il territorio albanese fu sotto il controllo italiano, con re Zog costretto all'esilio.
Il Duca degli Abruzzi trovò ampio impiego durante la seconda guerra mondiale, inquadrato nella VIII Divisione Incrociatori nell'ambito della Iª Squadra da battaglia di base a Taranto come nave insegna dell'ammiraglio Legnani. Nelle prime fasi del conflitto, il 9 luglio 1940 partecipò alla battaglia di Punta Stilo quindi tra il 29 agosto e il 5 settembre successivi prese parte ad un'azione di contrasto all'Operazione inglese Hats, con gran parte delle unità della Iª Squadra insieme ad altre unità partite da Messina e da Brindisi. L'azione vedeva per la prima volta l'impiego delle due nuovissime navi da battaglia della classe Littorio: Vittorio Veneto e Littorio. La Squadra Navale italiana poteva contare nell'occasione 4 navi da battaglia, 10 incrociatori e 31 cacciatorpediniere, ma il nemico non venne rintracciato anche a causa di una violenta burrasca che costrinse al rientro le navi italiane non potendo i cacciatorpediniere reggere il mare.
Nel marzo 1941 prese parte alla battaglia di Capo Matapan, conclusasi per le forze italiane in maniera disastrosa, con la perdita di tre incrociatori pesanti della classe Zara e due cacciatorpediniere della classe Poeti.
Il Duca degli Abruzzi partecipò alla missione insieme al gemello Garibaldi scortato da due cacciatorpediniere della classe Navigatori della XVI Squadriglia, il da Recco e il Pessagno. Inizialmente destinati all' incursione a nord di Creta assieme alla I Divisione Incrociatori, vennero poi riassegnati all' azione principale nelle acque di Gaudo, dove arrivarono troppo tardi per partecipare allo scontro. Dopo il siluramento della Veneto furono distaccati a nord del gruppo principale per intercettare un possibile attacco di unità siluranti da quella direzione  e svolsero questo compito fino alla luce del giorno, quando le navi italiane ripresero la formazione compatta che offre una miglior protezione contro gli attacchi aerei .
Alla fine di settembre dello stesso anno il Duca degli Abruzzi prese parte ad un'azione di contrasto all'Operation Halberd con la quale gli inglesi cercavano di fare giungere a Malta un convoglio di nove mercantili scortati da una portaerei, tre corazzate della Forza H provenienti da Gibilterra, cinque incrociatori e diciotto cacciatorpediniere. La Squadra italiana non riuscì comunque a stabilire il contatto e sebbene una delle corazzate fosse stata colpita da un siluro lanciato da un aerosilurante italiano a sud delle Sardegna, costringendo la Forza H a rientrare a Gibilterra ed uno dei mercantili venne autoaffondato dopo essere stato colpito da un siluro, il convoglio giunse a destinazione.
Il successivo 21 novembre durante una missione di scorta di un convoglio diretto verso la Libia, il Duca degli Abruzzi venne raggiunto da un siluro subendo danni non gravi in seguito ad un attacco notturno di un aerosilurante inglese, con il convoglio scortato che venne fatto rientrare a Taranto.
Successivamente dopo la conquista da parte dei tedeschi della Grecia e di Creta venne dislocato con il gemello Garibaldi e con il Duca d'Aosta  a Navarino in Grecia per la protezione del traffico mercantile nel Mediterraneo Orientale da eventuali attacchi da parte di unità di superficie britanniche che potevano usufruire del porto di Haifa. Ritornato in Italia alla fine del 1942 fu sottoposto a Genova a lavori di grande manutenzione, durante i quali venne imbarcato anche un radar DE.TE. (Decimeter-telegraphengerät) Fu.Mo. 21/39 (Funkmesser-modell21) di fabbricazione tedesca e al rientro in servizio venne aggregato alla Forza navi da battaglia.
All'armistizio dell'8 settembre la nave si trovava a Genova, da dove partì insieme a Garibaldi e Duca d'Aosta e alla torpediniera Libra per ricongiungersi al gruppo navale proveniente da La Spezia guidato dall'Ammiraglio Bergamini, per poi consegnarsi agli alleati a Malta assieme alle altre unità navali italiane provenienti da Taranto. Il gruppo, dopo essersi riunito con le unità provenienti da La Spezia, per ottenere una omogeneità nelle caratteristiche degli incrociatori, il Duca d'Aosta passò dalla VIII alla VII Divisione, formata da Attilio Regolo, Montecuccoli ed Eugenio di Savoia, nave insegna dell'ammiraglio Oliva, sostituendo l’Attilio Regolo che entrò a far parte della VIII Divisione. Durante il trasferimento la nave da battaglia Roma, nave ammiraglia dell'ammiraglio Carlo Bergamini, affondò tragicamente nel pomeriggio del 9 settembre al largo dell'Asinara centrata da una bomba Fritz X sganciata da un Dornier Do 217 della tedesca Luftwaffe. A prendere il comando della flotta diretta a Malta, dopo l'affondamento della Roma, fu l'ammiraglio Oliva, che adempì ad una delle clausole armistiziali, quello di innalzare il pennello nero del lutto sui pennoni ed i dischi neri disegnati sulle tolde, mentre l'ammiraglio Bergamini, che avvertito telefonicamente da de Courten dell'armistizio ormai imminente, e delle relative clausole che riguardavano la flotta, era andato su tutte le furie per poi formalmente accettare con riluttanza gli ordini, aveva lasciato gli ormeggi innalzando però il gran pavese e non adempiendo così a tale clausola.
Durante la cobelligeranza il Duca degli Abruzzi venne schierato in Atlantico partecipando ad azioni di pattugliamento.

## Dopoguerra
Insieme al gemello Garibaldi, al Cadorna e al Montecuccoli, altri incrociatori della classe Condottieri, costituì la dotazione degli incrociatori concessi alla Marina Militare dal trattato di pace.
Il Duca degli Abruzzi venne chiamato l'incrociatore degli esuli, in quanto trasportò verso il loro esilio i reali d'Italia; a bordo di questa unità infatti prima partì verso l'esilio di Alessandria d'Egitto con il titolo di Conte di Pollenzo il re Vittorio Emanuele III dopo aver firmato a Napoli l'atto formale di abdicazione a favore del figlio Umberto II e successivamente la Regina Maria Josè verso il Portogallo.
Nel dopoguerra in cima all'albero di maestra venne installato un radar L.W.S. type 293, la cui antenna era caratterizzata da un telaio a dipoli incrociati.

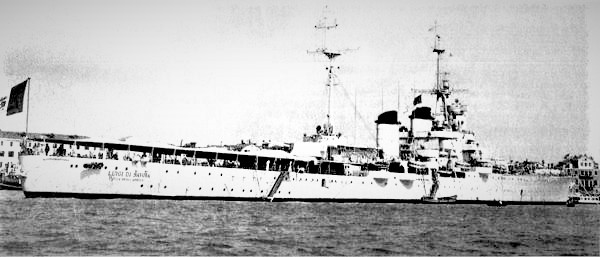
Il Duca degli Abruzzi all'inizio degli anni cinquanta. Da notare il radar di scoperta aerea SK42

Tra il 1951 e il 1953, il Duca degli Abruzzi venne sottoposto a radicali lavori di ammodernamento. Nel corso di questi lavori venne ricostruito il blocco della sovrastruttura proriera che conferì un nuovo aspetto al complesso plancia/torrione e venne installato un albero a tripode per il radar di scoperta aeronavale parabolico inglese del tipo SK 42, poi sostituito dal più moderno radar di scoperta AN/SPS-6. Per un certo periodo sull'albero di maestra venne imbarcato un radar quotametro per stabilire la quota degli aerei individuati. Lo stesso radar quotametro venne installato anche sul San Giorgio.
Venne anche modificato l'armamento secondario con ventiquattro cannoni da 40/56 mm in quattro impianti quadruli e quattro impianti binati che insieme ai due impianti binati da 100/47 mm costituirono il nuovo armamento antiaereo.
Vennero anche sbarcate due caldaie con conseguente riduzione della velocità massima a 28 nodi.

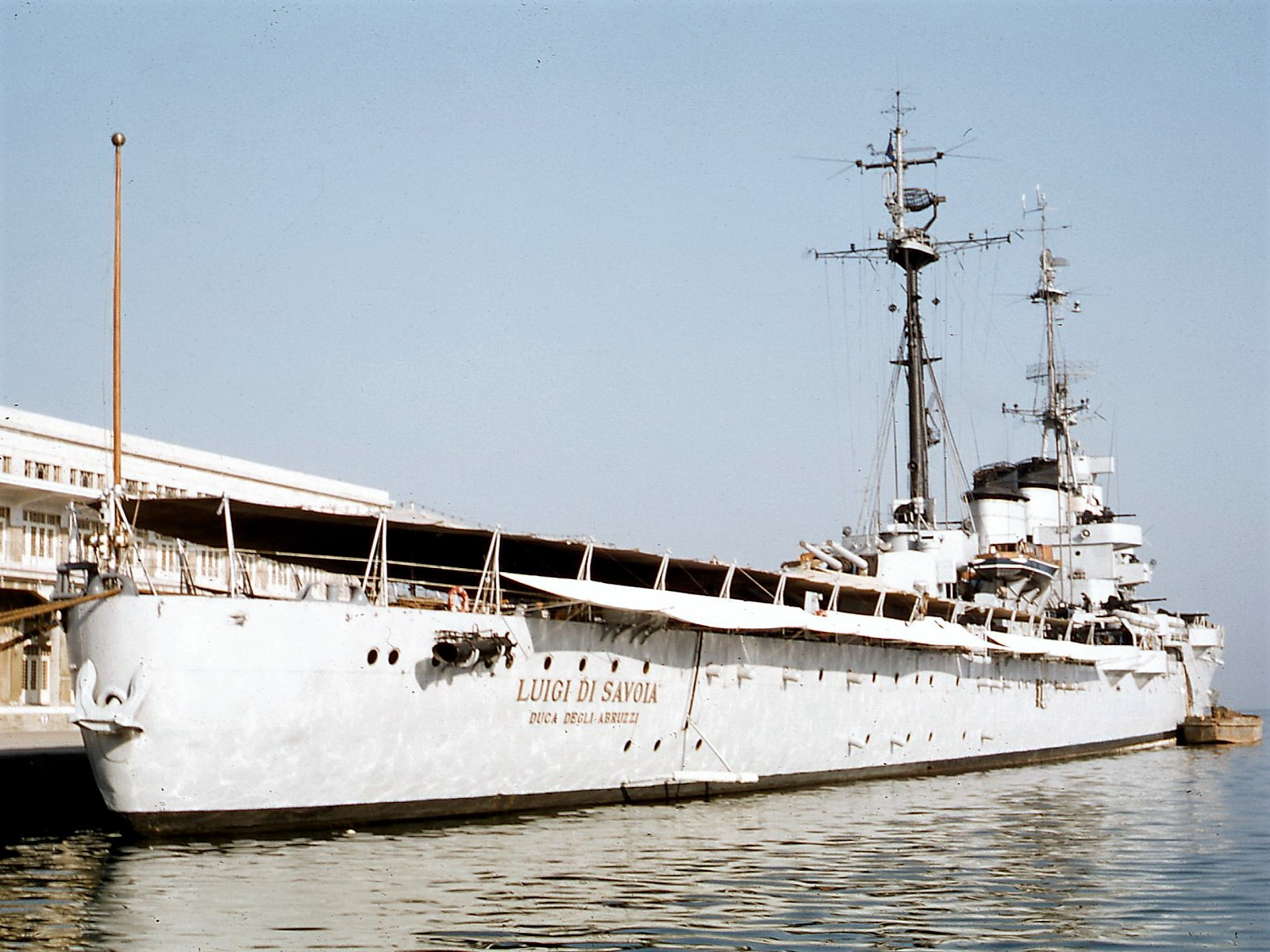
Il Duca degli Abruzzi a Trieste nel 1959

Il 26 ottobre 1954 la nave presenziò al ritorno di Trieste all'Italia,  insieme ai cacciatorpediniere Granatiere, Artigliere e al Grecale, che fu la prima unità della Marina Militare ad entrare nel porto di Trieste, con la folla festante che salì a bordo delle unità navali per manifestare la grande gioia agli equipaggi per il ritorno all'Italia.
In occasione della parata del 4 novembre, svolta alla presenza del presidente Einaudi, con le navi presenti nel porto con innalzato il gran pavese, ad affiancare il Duca degli Abruzzi, che era rimasto a Trieste, giunsero il Montecuccoli, le torpediniere Libra e Cassiopea, l'Artigliere, ritornato nella città dopo avere già presenziato al ritorno all'Italia il 26 ottobre, e il Vespucci, con a bordo gli allievi dell'Accademia navale di Livorno.
A partire dalla seconda metà degli anni cinquanta il Duca degli Abruzzi è stato a lungo l'unico incrociatore a tempo pieno della Marina Militare. Il Cadorna era infatti andato in disarmo nel 1951, il Montecuccoli veniva impiegato soprattutto come nave scuola e il Garibaldi venne messo in riserva nel 1953 per essere successivamente avviato, nel 1957, ai lavori di trasformazione.
Nel 1956, con la messa in disarmo dell'Andrea Doria, il Duca degli Abruzzi assunse il ruolo di sede del comando in capo della squadra navale.
Nel 1961, l'unità è stata messa in disarmo, cedendo il ruolo di ammiraglia della flotta al gemello Garibaldi rientrato in squadra dopo avere ultimato i lavori di trasformazione.
La bandiera dell'unità è conservata a Roma, presso il Sacrario delle Bandiere del Vittoriano.

## Comandanti nel periodo bellico
- Capitano di vascello Pietro Parenti dal 17 ottobre 1938 al 14 dicembre 1940;

- Capitano di vascello Onorato Brugnoli dal 15 dicembre 1940 al 5 gennaio 1941;

- Capitano di vascello Vittorio Bacigalupi dal 6 gennaio al 21 aprile 1941;

- Capitano di vascello Franco Zannoni dal 22 aprile 1941 al 27 gennaio 1942;

- Capitano di vascello Umberto Rouselle dal 28 gennaio al 4 maggio 1942;

- Capitano di vascello Giovanni Viansino dal 5 maggio al 15 novembre 1942;

- Capitano di vascello Alberto Battaglia dal 16 novembre 1942 al 21 marzo 1944.

## Galleria d'immagini

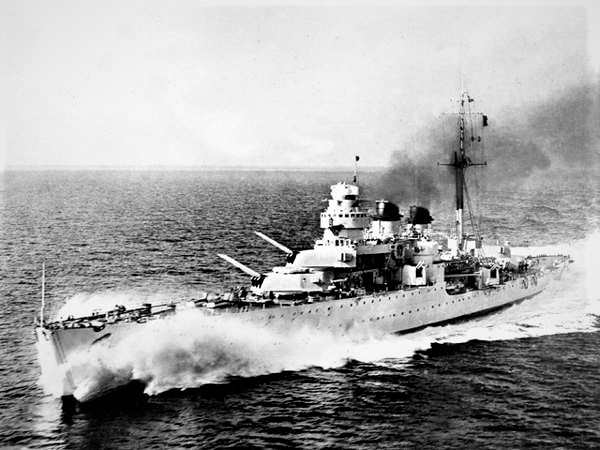
Il Duca degli Abruzzi in velocità nel corso di una esercitazione nel 1938
salva di artiglierie prodiere
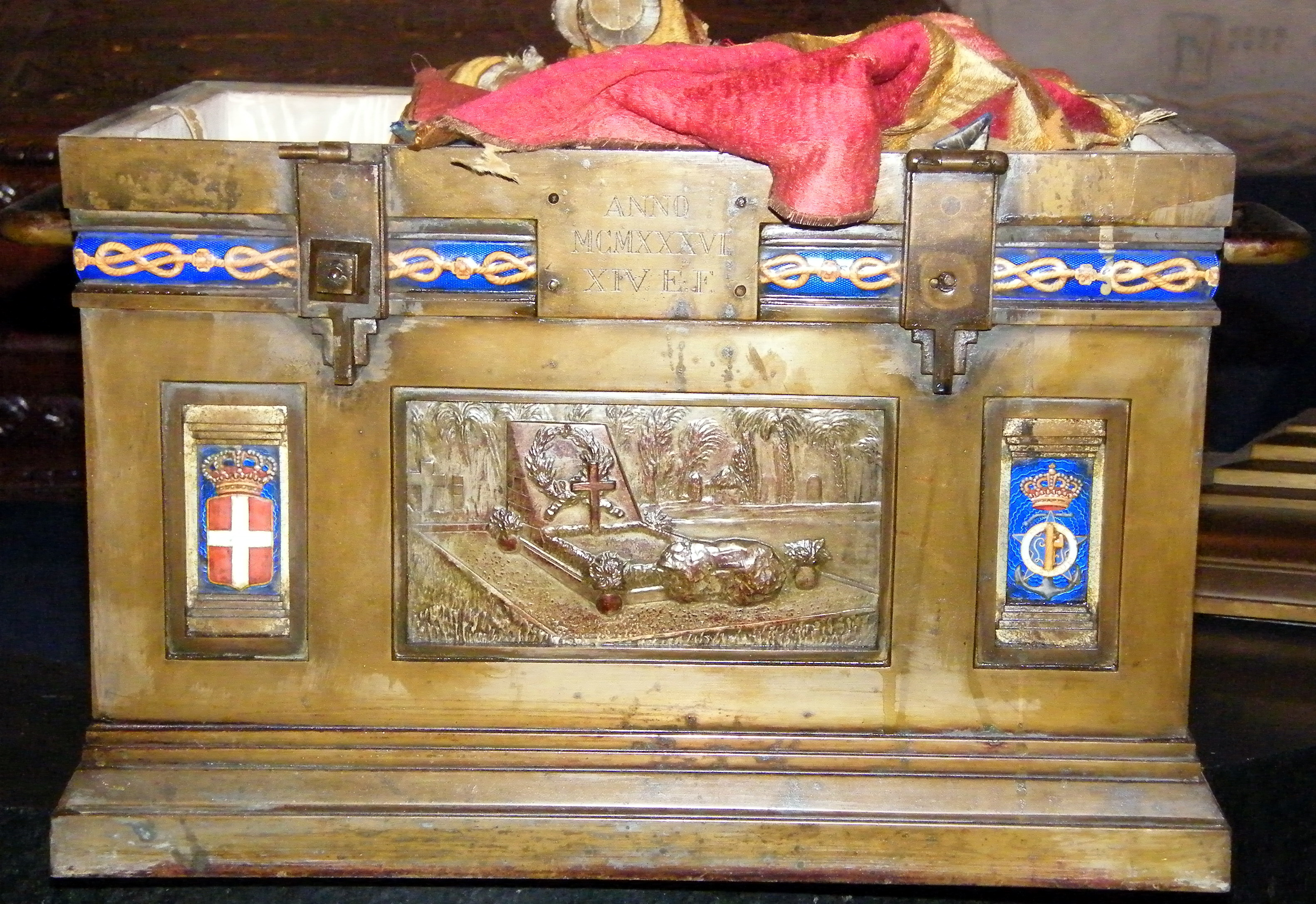
La Bandiera di combattimento nel cofano portabandiera opera di Giorgio Ceragioli (1937) conservata al Sacrario delle Bandiere del Vittoriano